# Gertrud Schwarz-Helberger
Gertrud Schwarz-Helberger (* 4. Juli 1894 in Frankfurt am Main; † 15. Januar 1991 in Klosterneuburg) war eine in Österreich lebende Malerin und Grafikerin sowie Mitglied in der Zinkenbacher Malerkolonie.
Nach ihrer Ausbildung zur Pianistin in Frankfurt übersiedelte sie nach ihrer Heirat mit dem Wiener Arzt Schwarz nach Wien. Dort widmete sie sich vor allem der Malerei. Darüber hinaus war sie Grafikerin, beschäftigte sich mit Monotypien und surrealen Glasbildern. Auf der VI. Kunstschau im Künstlerhaus, Wien 1925, zeigte sie die Temperabilder „Das Dorf“, „Häuser im Bau“ und „Straße“.
1930 wird sie als Mitglied der „Wiener Frauenkunst“ aufgeführt. Als ihr Lehrer gilt Ferdinand Kitt, der 1927–1947 an der Frauenakademie Wien gelehrt hat.
Schwarz-Helberger stellte auf der Jubiläumsausstellung heimischer Künstler Klosterneuburgs 1948 drei Hinterglasbilder („Heilige Familie“, „Die Heiligen Drei Könige“ und „Vertreibung aus dem Paradies“) aus. 1984 wurden Werke von ihr von der Galerie Altnöder bei der Ausstellung „Österreichische Malerkolonie Zinkenbach (1930-1938)“ ausgestellt, ebenso im Museum Zinkenbacher Malerkolonie 2002 („Dampferfahrt auf dem Wolfgangsee mit Zülow, Kitt und Poldi Huber, Ernst Huber seekrank unter Deck“, 1935) und 2008 („Auf dem Wolfgangsee in flotter Fahrt! Zülow-Kitt und Polidi Huber“, 1935). Vom 5. Juli bis 5. Oktober 2014 widmete ihr das Museum Zinkenbacher Malerkolonie die umfangreiche Einzelausstellung "In Freiheit, nur nach dem Gespür – Die Welt der Gertrude Schwarz-Helberger".
Die Albertina in Wien verwahrt zwei ihrer Bilder, weitere Werke befinden sich im Besitz des Unterrichtsministeriums. Im Kunsthandel sind ihre Werke derzeit nicht vertreten.